# Sabal rosei
Sabal rosei es una especie de palmera originaria de México.

## Descripción
Tiene un  tronco delgado y recto,  bien cubierto con un hermoso motivo en espiral de pequeñas "estaquillas" de las hojas desprendidas, o bien desprovisto de ellas; en este caso, hay profundas cicatrices allí donde las viejas hojas se desprendieron. La delgadez del tronco le da a la corona un aspecto algo pesado, con hojas esféricas de color verde oscuro.

## Taxonomía
Sabal rosei fue descrita por  (O.F.Cook) Becc. y publicado en Webbia 2: 83–86. 1907.
Etimología
Sabal: nombre genérico de origen desconocido, quizás basado en un nombre vernáculo.
rosei: epíteto
Sinonimia
- Erythea lorete O.F. Cook
- Inodes rosei O.F.Cook	basónimo
- Sabal uresana var. roseana I.M.Johnst.
- Sabal uresana var. rosei (O.F.Cook) I.M.Johnst.[4][5]